# Peyton Place (filme)
Peyton Place (bra: A Caldeira do Diabo; prt: Amar Não É Pecado) é um filme estadunidense de 1957, um drama romântico dirigido por Mark Robson, com roteiro de John Michael Hayes baseado no romance homônimo de Grace Metalious.
Subvertendo os melodramas hollywoodianos, Peyton Place enfrentou forte censura, mas fez escola ao flagrar a hipocrisia dos habitantes de uma pequena cidadezinha do interior que escondem seus "pequenos" segredos: adultério, estupro e suicídio.[carece de fontes?]
O filme daria origem a uma duradoura telessérie de mesmo nome (com Ryan O'Neal), que se estabeleceria como o primeiro drama tórrido, abrindo caminho para gerações futuras como Desperate Housewives e Twin Peaks.[carece de fontes?]
Peyton Place foi o 2.º filme de maior bilheteria nos cinemas estadunidenses em 1958.[carece de fontes?] Uma sequência menos famosa para o filme seria lançada em 1961.[carece de fontes?]

## Sinopse
O cotidiano nada convencional de uma pequena cidade no interior dos Estados Unidos sob os olhos de uma jovem aspirante a escritora.

## Elenco
- Lana Turner - Constance MacKenzie
- Lee Philips - Michael Rossi
- Arthur Kennedy - Lucas Cross
- Lloyd Nolan - Dr. Matthew Swain
- Russ Tamblyn - Norman Page
- Terry Moore - Betty Anderson
- Hope Lange - Selena Cross
- Diane Varsi - Allison MacKenzie
- David Nelson - Ted Carter
- Barry Coe - Rodney Harrington
- Betty Field - Nellie Cross
- Mildred Dunnock - Srta. Elsie Thornton
- Leon Ames - Sr. Harrington
- Lorne Greene - Promotor

## Prêmios e indicações
Oscar 1958
- Indicado
  - Melhor filme[4]
  - Melhor diretor[4]
  - Melhor roteiro adaptado[4]
  - Melhor atriz (Lana Turner)[4]
  - Melhor atriz coadjuvante (Diane Varsi)[4]
  - Melhor atriz coadjuvante (Hope Lange)[4]
  - Melhor ator coadjuvante (Arthur Kennedy)[4]
  - Melhor ator coadjuvante (Russ Tamblyn)[4]
  - Melhor fotografia[4]

Prêmios Globo de Ouro de 1958
- Indicado
  - Melhor atriz coadjuvante/secundária (Hope Lange)[5]
  - Melhor atriz coadjuvante/secundária (Mildred Dunnock)[5]